# Porto (kommun i Brasilien, Piauí, lat -3,95, long -42,69)
Porto är en kommun i Brasilien.   Den ligger i delstaten Piauí, i den östra delen av landet, 1 400 km norr om huvudstaden Brasília. Antalet invånare är 11 897.
Följande samhällen finns i Porto:
- Porto

Omgivningarna runt Porto är huvudsakligen savann. Runt Porto är det ganska glesbefolkat, med 35 invånare per kvadratkilometer.